# 275215 Didiermarouani
275215 Didiermarouani este o planetă minoră (asteroid) din centura de asteroizi. A fost descoperită pe 23 noiembrie 2009 la  de Timoer Valerievitsj Krjatsjko⁠(d) și a fost numită după Didier Marouani⁠(d). 
Obiectul prezintă o orbită caracterizată de o semiaxă mare de 2,6380515933557 UAi, o excentricitate de 0,071333951208492, o înclinație de 15,669809625984 ° în raport cu ecliptica.